# آرتیوم خاچاتوروف
آرتیوم خاچاتوروف (ارمنی: Արտյոմ Խաչատուրով؛ زادهٔ ۱۸ ژوئن ۱۹۹۲ در بندر، ترانس‌نیستریا) یک بازیکن فوتبال در پست مدافع اهل ارمنستان-مولداوی است.

## باشگاهی
از باشگاه‌هایی که در آن بازی کرده‌است می‌توان به شریف تیراسپول، زیمبرو کیشیناو، قزل‌یار، آرارات ایروان و لوری اشاره کرد.

## تیم ملی
وی همچنین در تیم ملی فوتبال ارمنستان بازی کرده‌است. خاچاتوروف نخستین بازی ملی خود را که یک بازی دوستانه بود در ۵ فوریه ۲۰۱۳ در ولانس، دروم در مقابل لوکزامبورگ انجام داده‌است.

## آمارها

### باشگاهی
تا تاریخ match played ۵ اکتبر ۲۰۱۹
| باشگاه             | فصل          | لیگ                          | لیگ    | لیگ   | جام حذفی | جام حذفی | مجموع  | مجموع |
| باشگاه             | فصل          | دسته                         | حضورها | گل ها | حضورها   | گل ها    | حضورها | گل‌ها  |
| ------------------ | ------------ | ---------------------------- | ------ | ----- | -------- | -------- | ------ | ----- |
| باشگاه فوتبال لوری | ۲۰۱۷–۱۸      | لیگ دسته اول فوتبال ارمنستان | ۹      | ۱     | -        | -        | ۹      | ۱     |
| باشگاه فوتبال لوری | ۲۰۱۸–۱۹      | لیگ برتر ارمنستان            | ۲۶     | ۱     | ۳        | ۰        | ۲۹     | ۱     |
| باشگاه فوتبال لوری | ۲۰۱۹–۲۰      | لیگ برتر ارمنستان            | ۳      | ۰     | ۰        | ۰        | ۳      | ۰     |
| باشگاه فوتبال لوری | مجموع        | مجموع                        | ۳۸     | ۱     | ۳        | ۰        | ۴۱     | ۱     |
| Career total       | Career total | Career total                 | ۳۸     | ۱     | ۳        | ۰        | ۴۱     | ۱     |

### ملی
| تیم ملی فوتبال ارمنستان | تیم ملی فوتبال ارمنستان | تیم ملی فوتبال ارمنستان |
| سال                     | حضورها                  | گل‌ها                    |
| ----------------------- | ----------------------- | ----------------------- |
| ۲۰۱۳                    | ۲                       | ۰                       |
| ۲۰۱۴                    | ۰                       | ۰                       |
| ۲۰۱۵                    | ۰                       | ۰                       |
| ۲۰۱۶                    | ۰                       | ۰                       |
| ۲۰۱۷                    | ۰                       | ۰                       |
| ۲۰۱۸                    | ۲                       | ۰                       |
| مجموع                   | ۴                       | ۰                       |

Statistics accurate as of match played 19 November 2019

## افتخارات

### باشگاهی
شریف تیراسپول
- لیگ ملی فوتبال مولداوی (۳): ۲۰۰۹–۱۰, ۲۰۱۱–۱۲, ۲۰۱۲–۱۳
- جام حذفی فوتبال مولداوی (۱): ۲۰۰۹–۱۰

 لوری
- لیگ دسته اول فوتبال ارمنستان (۱): ۲۰۱۷–۱۸